# Helena Elver
Helena Hagesøe Elver, född 1 mars 1998,i Gentofte Danmark är en dansk handbollsspelare som spelar för Odense Håndbold och det danska landslaget. 

## Karriär

### Klubblag
Elver startade sin elitkarriär 2015 i klubben Hellerup IK. År 2017 bytte hon till 1:a divisionen (andra nivån i seriesystemet) och spelade för klubben Gudme HK. Hon missade stora delar av säsongen på grund av en korsbandsskada. Hon tillhörde klubben i ett år innan hon gick över till Aarhus United 2018. 2020 gick hon till den danska toppklubben Odense Håndbold.  I slutet av 2020 drabbades hon åter av en korsbandsskada. När Elver var på väg mot en comeback sommaren 2021 slet hon av korsbandet igen i samma knä. Hon har vunnit den danska ligan två gånger med Odense 2020/2021 och 2021/2022.

### Landslag
Hon representerade Danmark i 39 matcher i det yngre ungdomslandslaget, där hon gjorde 110 mål. Vid U17-EM i handboll för damer 2015 i Makedonien, var hon med och vann guldtrofén, där hon också röstades fram till MVP. Året därpå vann hon silvermedaljer vid U18-VM 2016 i Slovakien efter finalförlust mot Ryssland. Därefter spelade hon 16 landskamper för det danska U19-landslaget. Hon debuterade i det danska landslaget den 27 juli 2019. 2020 missade hon EM i handboll för damer på hemmaplan på grund av sin andra korsbandsskada.  2021 drabbades hon av sin tredje korsbandsskada. Hon deltog i VM 2023, där hon vann bronsmedaljen med Danmark.  Elver gjorde tio mål under turneringens gång. Vid de olympiska spelen i Paris vann hon bronsmedaljen. 

## Klubblagsmeriter och ungdomsmeriter
- U18-VM: 2016
- U17-EM: 2015
- Damehåndboldligaen 2021 och 2022 med Odense Håndbold:

## Individuella utmärkelser
- Mest värdefulla spelare (MVP) vid U17-EM 2015